# Álvaro Castillo
Álvaro Castillo (Montevideo, 13 de abril de 1948 - Madrid, 31 de octubre de 2015) fue un escritor uruguayo que publicó sus primeras novelas durante el Boom latinoamericano. 

## Historia
Hijo del profesor Guido Castillo, ya en su infancia conoció a celebridades literarias como Juan Carlos Onetti, Felisberto Hernández, Susana Soca, José Bergamín y Jorge Luis Borges.
A los 18 años, entró como reportero en la Agencia EFE, al tiempo que empezaba a colaborar con diferentes periódicos y revistas de América Latina, como Cuadernos Hispanoamericanos y el hebdomadario montevideano Marcha (semanario), muy prestigioso entonces y que fue clausurado después del Golpe de Estado en Uruguay de 1973. Para entonces Castillo ya se había marchado a Europa, donde fue secretario de redacción de dos revistas (Nobissimo y El Indiscreto Semanal) que dirigía Jimmy Giménez-Arnau y en las que colaboraban figuras como Francisco Umbral y Rafael Azcona.
A posteriori viajó por diferentes países de Europa, pero tras la muerte de Franco regresó a Madrid, donde se afincó junto a su mujer y sus tres hijos. Entre 1975 y 1978 hizo infinidad de traducciones para Plaza y Janés, donde publicó sus primeros libros, y escribió, con diferentes seudónimos, novelitas de marcianos, de vaqueros y de detectives para Editorial Bruguera. Por esa misma época facturó varios guiones para diversas series de televisión, entre las que destaca Curro Jiménez. A partir de entonces ha desarrollado varias actividades: periodismo, fascículos, guiones de cómic, etc y ha escrito unos pocos libros de ficción que permanecen inéditos, con la única excepción de Lo Fatal, publicado en 2004 por la editorial montevideana Capibara. En 2019 se publicó póstumamente en Montevideo su novela Todo queda en familia.

## Obra literaria
Sus libros publicados son cinco: 
- Todo tiempo pasado (Plaza y Janés, Barcelona, España, 1974),
- El calor de enero (Plaza y Janés, Barcelona, España, 1977),
- Nunca hasta París (Plaza y Janés, Barcelona, España, 1981),
- Lo fatal (Capibara, Montevideo, Uruguay, 2004)
- Todo queda en familia (Montevideo, Uruguay, 2019)